# マリヤ・キリロヴナ
マリヤ・キリロヴナ（Мария Кирилловна, 1907年2月2日 - 1951年10月25日）は、ロシアの皇族。キリル・ウラジーミロヴィチ大公とその妻のイギリス王女ヴィクトリア・メリタの間の第1子、長女。

## 生涯

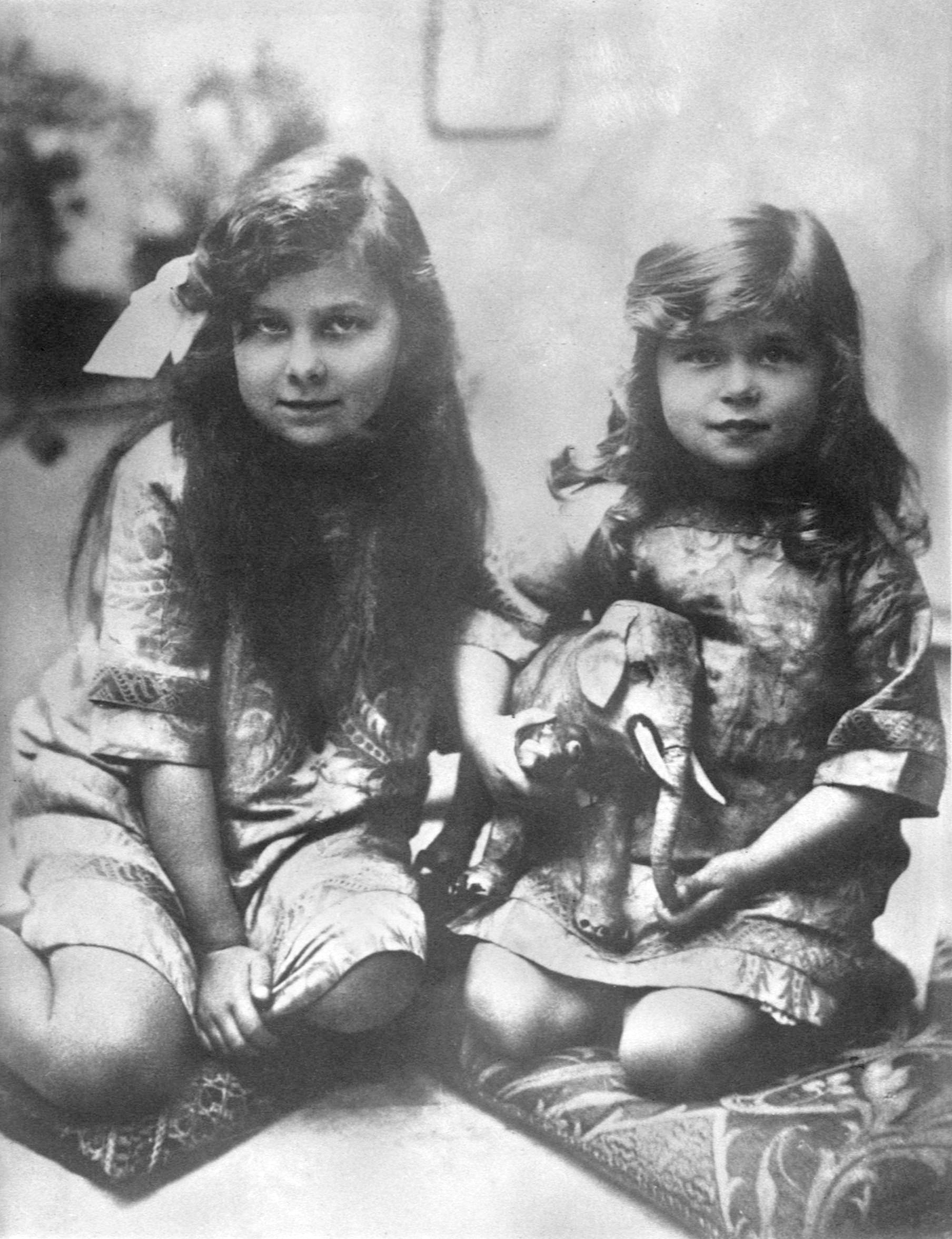
幼い頃のマリヤと妹キーラ、1915年

マリヤは1907年にドイツのコーブルクで生まれた。当時、両親は家長であるロシア皇帝ニコライ2世に結婚の許可を与えられず、亡命生活を送っていた。マリヤは家族から、名前のフランス語形である「マリー」、あるいはロシア語の愛称である「マーシャ」で呼ばれていた。一家は第1次世界大戦が始まる前に皇帝の許しを得て帰国したが、1917年にはロシア革命に遭遇することになった。
マリヤは革命の難を逃れて家族とともに亡命し、コーブルクとフランスのサン＝ブリアック＝シュル＝メールで育った。マリヤはアレクサンドル2世の曾孫であったため「ロシア公女」の称号で呼ばれていたが、1924年に父キリル大公がロシア皇帝を自称すると、それに伴い「ロシア大公女」の称号を使用するようになった。マリヤは母方の祖母マリヤ・アレクサンドロヴナ大公女によく似ており、目が大きく、丸顔で太っており、十代の頃から実年齢よりずっと老けて見えた。性格も妹のキーラとは対照的に内気で、のんびりしていた。マリヤは1924年に伯母のルーマニア王妃マリアを訪ねた時、ルーマニア宮廷に仕える女官の縁者と関係を持ったが、年の近い従妹のイレアナ王女はマリヤの帰国後にその話を広めてしまい、マリヤの母ヴィクトリア・メリタとマリア王妃の姉妹はこれが原因で不仲になった。もっとも、この不和は後に解消された。
翌1925年、マリヤは結婚相手としてやや格下のライニンゲン侯カール（1898年 - 1946年）と結婚し、間に7人の子供をもうけた。夫は第二次世界大戦後にソ連軍に捕まり、ロシアの強制収容所で死んだ。マリヤは手許に残った僅かな財産をやりくりして子供を育てたが、1951年に心臓発作で急死した。

## 子女
- エミッヒ・キリル・フェルディナント・ヘルマン（1926年 - 1991年） - ライニンゲン侯家家長、1950年オルデンブルク大公女アイリーカと結婚
- カール・ヴラディーミル・エルンスト・ハインリヒ（1928年 - 1990年） - 1957年ブルガリア王女マリヤ・ルイザと結婚（1968年離婚）
- キーラ・メリタ・フェオドラ・マリー・ヴィクトリア・アレクサンドラ（1930年 - 2005年） - 1963年ユーゴスラビア王子アンドレイと結婚（1972年離婚）
- マルガリータ・イレアナ・ヴィクトリア・アレクサンドラ（1932年 - 1996年） - 1951年ホーエンツォレルン侯フリードリヒ・ヴィルヘルムと結婚
- メヒティルデ・アレクサンドラ（1936年 - ） - 1961年、カール・アントン・バウシャーと結婚
- フリードリヒ・ヴィルヘルム・ベルトルト（1938年 - 1998年） - 1960年カリン＝エヴェリン・ゲースと結婚（1962年離婚）、1971年ヘルガ・エッシェンバッヒャーと再婚
- ペーター・ヴィクトル（1942年 - 1943年）